# Nadiuska
Nadiuska, née le 19 janvier 1952 à Schierling, est une actrice allemande.

## Biographie
Roswithka Bertasha Smid Honczar est née d'une mère polonaise et d'un père russe. Elle s'installe à Barcelone en 1971 et y commence une carrière de mannequin. Elle tourne son premier film en 1972 et, sa carrière d'actrice décollant rapidement, elle joue dans de nombreux films espagnols, notamment érotiques, dans les années 1970. Elle tourne également dans quelques productions internationales telles que La Secte de l'enfer (1979) et Conan le Barbare (1982). Elle apparaît dans son dernier film en 1997.
Souffrant de schizophrénie, elle tombe dans une grande détresse financière et est internée plusieurs fois dans des hôpitaux psychiatriques à partir de la fin des années 1990,.

## Filmographie
- 1974 : Vida conyugal sana (es) : Nati
- 1974 : Tarzán en las minas del rey Salomón : Doris
- 1975 : Una abuelita de antes de la guerra (es) : Nina
- 1975 : Zorrita Martinez (en) : Zorrita
- 1976 : Spanish Fly (en) : Julie
- 1976 : La amante perfecta (es) : Lina Rey
- 1976 : Beatriz (en) : Basilisa
- 1977 : Plus ça va, moins ça va : Zuka
- 1978 : Mi mujer no es mi señora (es) : Maria
- 1979 : Guyana, la secte de l'enfer (Guyana : Crime of the Century) de René Cardona Jr. : Leslie Stevens
- 1981 : Buitres sobre la ciudad : Denise Marciano
- 1982 : Conan le Barbare : la mère de Conan
- 1982 : Othello, el comando negro : Emily
- 1983 : La loca historia de los tres mosqueteros (es) : Milady de Winter
- 1984 : La de Troya en el Palmar, de José María Zabalza : Ana
- 1986 : Tristeza de amor (es) (série TV, 6 épisodes) : Catalina Yamanova
- 1997 : Brácula: Condemor II (es) : la baronne